# Mỹ Sơn
Mỹ Sơn − zabytkowy kompleks świątyń hinduistycznych na Południowym Wybrzeżu Centralnym w Wietnamie. Współcześnie opuszczony i częściowo zrujnowany, stanowi pozostałość po istniejącym tu, w okresie między IV a XV wiekiem n.e., sanktuarium religijnym Czamów. W 1999 r. Mỹ Sơn zostało wpisane na listę zabytków światowego dziedzictwa.

## Położenie
Mỹ Sơn jest położone w pobliżu wsi Duy Phú, w dystrykcie Duy Xuyên, w prowincji Quảng Nam, region Południowe Wybrzeże Centralne, ok. 69 km na południowy zachód od Đà Nẵng. Sanktuarium położone jest między dwoma pasmami gór, w dolinie szerokiej na ok. 2 km, u podnóża świętej góry Mahaparvata (obecnie nazywanej Koci Ząb).
Historycznie Mỹ Sơn leży na terenie dawnych Świętych Ziem Amarawati w dolinie rzeki Thu Bồn ok. 10 km od dawnej stolicy Czampy Simhapura (obecnie miejscowość Trà Kiệu).

## Historia
Sanktuarium Mỹ Sơn zostało ufundowane przez króla Bhadrawarmana I i poświęcone Śiwie nazywanemu tutaj Bhadreśwara.
Pierwsza świątynia była najprawdopodobniej zbudowana z drewna, o czym świadczy inskrypcja z VII w. według której budowla spłonęła. Nową świątynię, już z cegły, poświęconą Śiwie Śambhubhadreśwarze ufundował król Sambhuvarman (świątynia „A1”).
W IX i X w. znaczenie sanktuarium nieco się zmniejszyło po wprowadzeniu w Czampie buddyzmu mahajana. W pobliżu powstało założone w 875 r. przez króla Indravarmana II sanktuarium buddyjskie Đồng Dương. Mimo tego Sanktuarium Mỹ Sơn powiększało się o nowe świątynie i do XV w. służyło królom Czampy za miejsce kultu. Po zajęciu Amarawati przez Wietnamczyków w 1471 r. sanktuarium podupadło i zostało z czasem wchłonięte przez dżunglę.

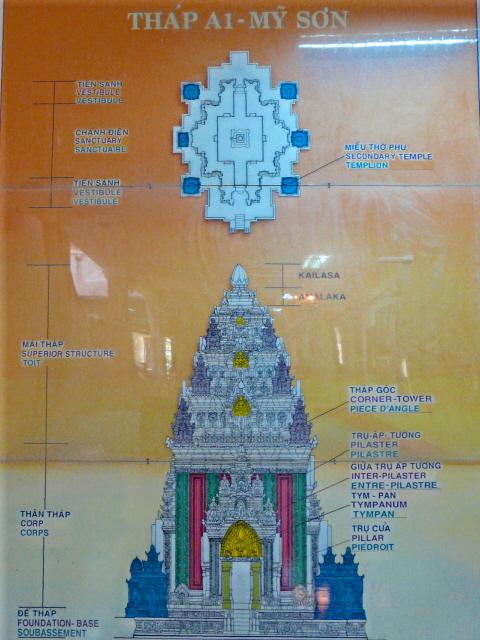
Świątynia „A1”. Diagram wykonany przed zniszczeniem świątyni

W 1898 r. odkryte przez Camille'a Parisa ruiny zainteresowały francuskich archeologów z Francuskiej Szkoły Dalekiego Wschodu. Podjęto szerokie badania inskrypcji, architektury i sztuki czamskiej, jak również próby restauracji świątyń.
W czasie wojny Wietnamskiej w dolinie Mỹ Sơn założyli swoją kwaterę partyzanci Vietcongu. Najwyższą 28-metrową wieżę świątyni A1 wykorzystywali jako maszt radiostacji. W sierpniu 1969 r. amerykańskie B-52 wykonały nalot dywanowy na sanktuarium, niszcząc i uszkadzając wiele budowli. Ze świątyni A1, najstarszej, zbudowanej w VII w. przez Śambhuvarmana, pozostał jedynie stos potłuczonych cegieł. Bombardowanie wywołało powszechny protest, w wyniku którego dolina została wyłączona z operacji amerykańskiego lotnictwa.

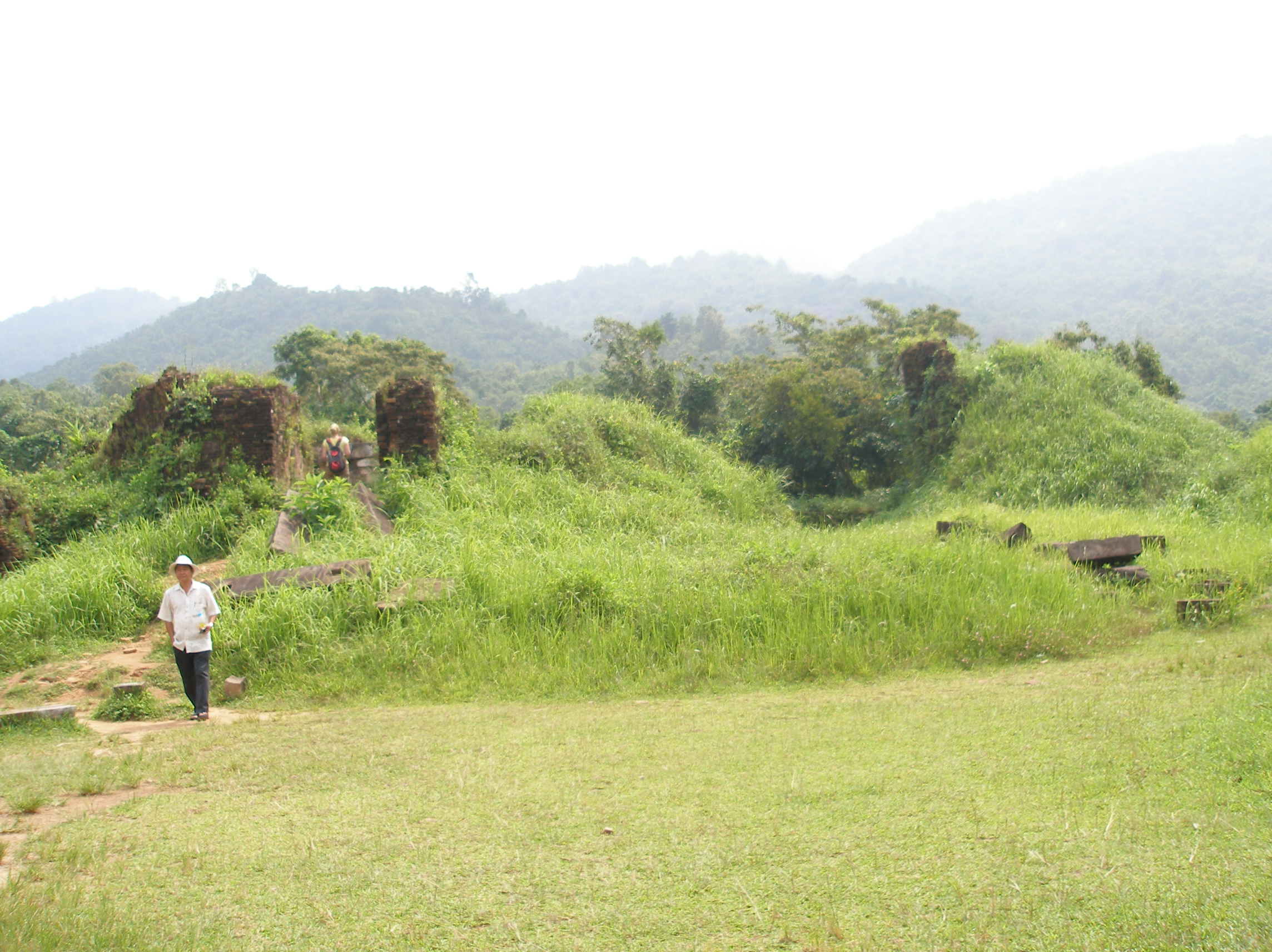
Ruiny A1 po wojnie

Po wojnie rząd wietnamski postanowił odrestaurować sanktuarium. Teren oczyszczono z niewybuchów i rozminowano. W czasie prac zginęło dziewięć osób, a jedenaście zostało rannych. W 1981 r. wykonania prac konserwatorskich podjął się zespół polskich konserwatorów z lubelskiej Pracowni Konserwacji Zabytków pod kierownictwem Kazimierza Kwiatkowskiego. Obecnie dolina została uporządkowana i zbudowane niewielkie muzeum. W grudniu 2009 r. planowano odsłonięcie pomnika „Kazika”, jak nazywają tu Kazimierza Kwiatkowskiego.

## Architektura i sztuka Czamów
Typowa świątynia Czamów składała się zwykle z czterech podstawowych budowli.
- kalan − główna budowla w kształcie wieży, siedziba bóstwa.
- mandapa − przedsionek, zwykle zintegrowany z wieżą.
- kośagryha − „kuchnia”/„biblioteka”, najczęściej z dachem w kształcie siodła, zawierająca pomieszczenie do przyrządzania rytualnych posiłków i do przechowywania przedmiotów poświęconych bóstwu.
- gopura − brama wejściowa do otoczonego murem kompleksu świątyni.

Dodatkowo z boku mogła być postawiona pośa, kapliczka przeznaczona dla steli z inskrypcją fundacyjną, a także kapliczki innych bóstw.

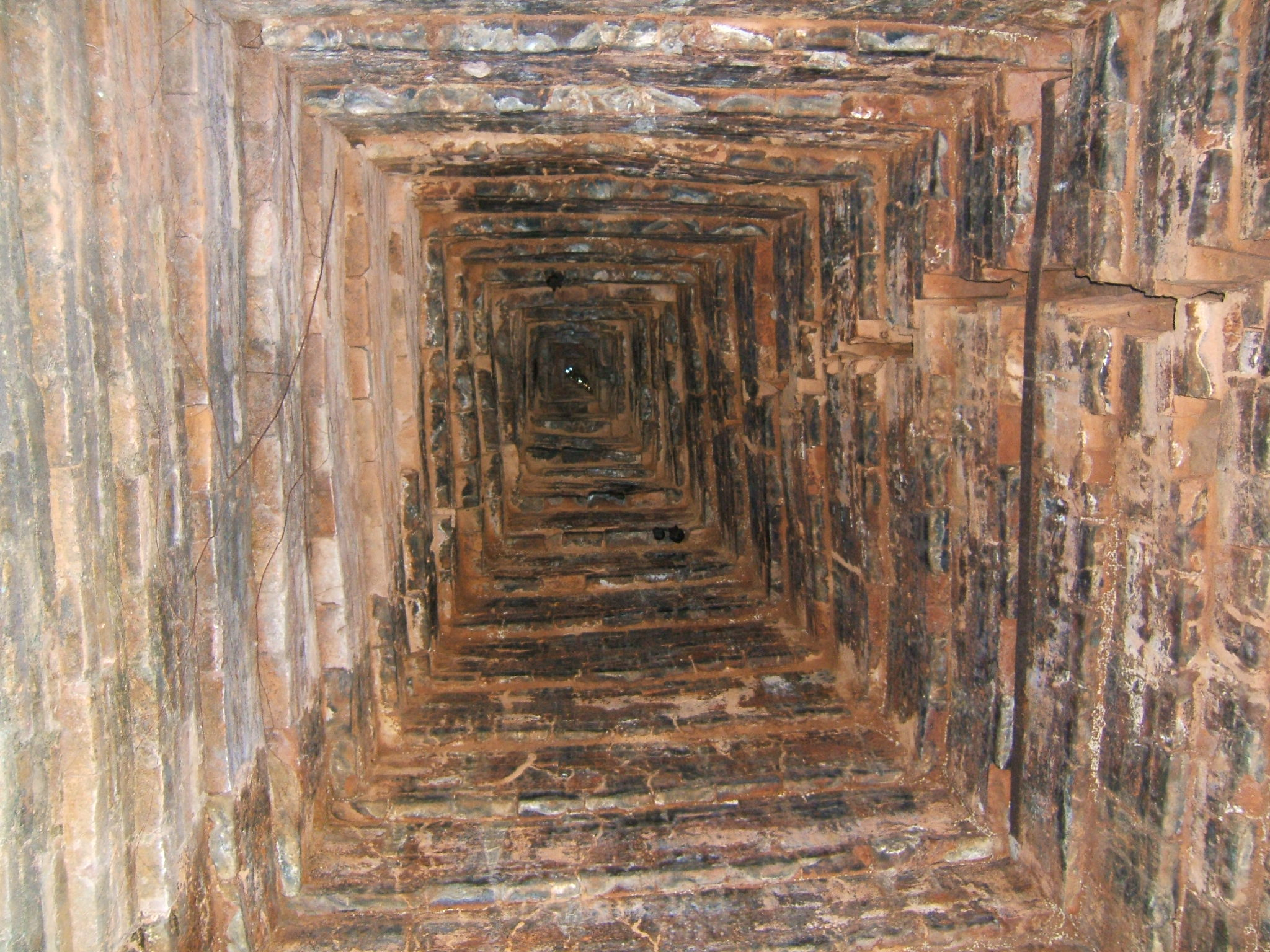
Sklepienie świątyni czamskiej

Czamowie nie znali łęku(łuku) sklepiennego. Świątynie były budowane z cegły, przy zastosowaniu łęku pozornego, czego rezultatem były grube mury i niewielkie wnętrza. Charakterystyczne dla Czamów sklepienia ułożone ze zbiegających się na szczycie cegieł, często zakończone były otworem wentylacyjnym. Ornamenty i dekoracje rzeźbiono w cegle już po postawieniu całości. Dodatkowo dekorowano budynki rzeźbami z kamienia.
Na początku XX w. w Mỹ Sơn było ok. 70 budowli w różnym stanie zniszczenia. Obecnie w całości pozostało kilka sztuk. Większość znalezionych rzeźb i elementów dekoracyjnych zgromadzono w Muzeum Czamów w Đà Nẵng. Reszta jest rozproszone po różnych muzeach i zbiorach prywatnych. Niewielkie muzeum w Mỹ Sơn pokazuje historię odkrycia, zniszczenia i ratowania zabytków sanktuarium.